# Gribowski G-8
Die Gribowski G-8 (russisch Грибовский Г-8) war ein Flugzeug des sowjetischen Flugzeugkonstrukteurs Wladimir Konstantinowitsch Gribowski.

## Entwicklung
Die Maschine wurde 1931 im Rahmen einer Pilotenweiterbildung der OSSOAWIACHIM in Moskau gebaut. Sie war als Sport- und Schulflugzeug ausgelegt. Der Erstflug erfolgte 1932.
Der aus Holz gefertigte freitragende einsitzige Tiefdecker hatte ein Monocoque aus 1,5 bis 2 mm starkem Sperrholz. Der Tragflügel war zweiholmig ausgeführt. Von der Flügelvorderkante bis zum zweiten Holm bestand der Flügel ebenfalls aus einer Sperrholzbeplankung, welche die Torsionskräfte aufnahm. Der Rest des Tragflügels war stoffbespannt. Dies wurden die Konstruktionsmerkmale aller weiteren Gribowski-Flugzeuge. Das Fahrwerk war nicht einziehbar. Es wurde wahrscheinlich nur eine Maschine gebaut.
Im Oktober 1932 machte der Pilot D. A. Koschiz mit dieser Maschine einen Rundflug über mehrere Etappen von insgesamt 4500 km Länge, der die Lufttüchtigkeit und Gebrauchsfähigkeit der Maschine unter Beweis stellte, ohne dass dabei ein Rekord erflogen wurde.

## Technische Daten

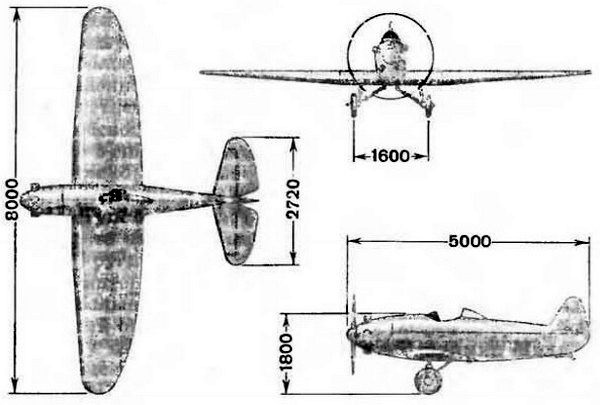
Dreiseitenansicht

| Kenngröße             | Daten                                                               |
| --------------------- | ------------------------------------------------------------------- |
| Besatzung             | 1                                                                   |
| Länge                 | 5,0 m                                                               |
| Spannweite            | 8,0 m                                                               |
| Flügelfläche          | 9,0 m²                                                              |
| Flügelstreckung       | 7,1                                                                 |
| Leermasse             | 320 kg                                                              |
| Startmasse            | 483 kg                                                              |
| Antrieb               | ein Walter-NZ-60-Sternmotor mit 60 PS (44 kW)                       |
| Höchstgeschwindigkeit | 150 km/h                                                            |
| Landegeschwindigkeit  | 80 km/h                                                             |
| Dienstgipfelhöhe      | 3000 m                                                              |
| Reichweite            | 550 km                                                              |
| Landerollstrecke      | 100 m                                                               |
| Startrollstrecke      | 80 m                                                                |
| Steigzeit             | 7 min auf 1000 m Höhe 18 min auf 2000 m Höhe 24 min auf 3000 m Höhe |